# Pyrrhon
Pyrrhon (latiniserat Pyrrho), även benämnd Pyrrhon från Elis, född cirka 360 f.Kr. i Elis, död cirka 272 f.Kr., var en grekisk filosof. Hans läror kallas pyrrhonismen.
Pyrrhon uppges ha varit lärjunge till megarikern Stilpon och är den förste som under senantiken formulerade skepticismen till en systematisk åsikt. Han kallas därför ibland för "den förste skeptikern". Han tros ha deltagit i Alexander den stores fälttåg till Indien, tillsammans med Anaxarchos som han lärde sig av, varefter han i sin födelsestad Elis bildade en filosofskola, som han under torftiga omständigheter förestod till sin död vid 90 års ålder.
Pyrrhon lär inte ha författat några skrifter, och även andras skrifter lämnar mycket sparsamma källor om hans åsikter. Han skall ha förnekat möjligheten av all sann kunskap och ansett att människorna enbart leds av antaganden och vana. Dessutom förnekade han att det fanns något som var gott eller ont i sig.
Epikuros blev inspirerad av pyrrhonismen.